# Joël Chenal
Joël Chenal (Moûtiers, 1973. október 10. –) francia alpesisíző.
A 2006-os olimpián óriás-műlesiklásban ezüstérmet szerzett. 1999 decemberében ugyanebben a számban nyert világkupaversenyt az olaszországi Alta Badiában. Ugyanebben az évadban még kétszer állt dobogón vk-versenyen: 1999 decemberében második lett Yongpyong ban, 2000 februárjában pedig harmadik Kranjska Gorán. Minden esetben óriás-műlesiklásban érte el a jó eredményeket.

## Világkupa-győzelmei

### Versenygyőzelmek
| Dátum              | Helyszín   | Szakág           |
| ------------------ | ---------- | ---------------- |
| 1999. december 19. | Alta Badia | Óriás-műlesiklás |